# Chrysis adipata
Chrysis adipata es una especie de avispa del género Chrysis, familia Chrysididae. Fue descrita por Linsenmaier en 1997. Se encuentra en España.